# Parafia św. Barbary w Buczu
Parafia pw. św. Barbary w Buczu – parafia rzymskokatolicka, znajdująca się w archidiecezji poznańskiej, w dekanacie śmigielskim.

## Terytorium
- Barchlin,
- Boszkowo (część),
- Bucz,
- Bucz Nowy,
- Popowo Stare.

## Proboszczowie
- 1894 – 1913 ks. Antoni Wnętkowski
- 1914 – 1930 ks. Mieczysław Kłoś
- 1931 ks. Józef Pałkowski
- 1931 – 1940 ks. Stanisław Szwedziński
- 1940 – 1945 ks. Jan Jazdończyk (proboszcz Bronikowa, duszpasterz w czasie okupacji hitlerowskiej)
- 1945 – 1946 ks. Kazimierz Urbanowski
- 1647 – 1955 ks. Emil Szumigała
- 1955 – 1970 ks. Bolesław Małecki
- 1970 – 1988 ks. Jerzy Pankowski
- 1988 – 1995 ks. Mieczysław Kobrzeniecki
- 1995 – 2003 ks. Zygmunt Skrzypski
- 2003 – 2005 ks. Krzysztof Pawlicki
- 2005 – 2011 ks. Jan Ciesiółka
- 2011 – 2016 ks. Krzysztof Glinkowski
- 2016 – 2020 ks. Mariusz Ziemek
- od 2020 ks. Maciej Przybylak[2]